# Кимовск
Ки́мовск — город (с 1952) в Тульской области России, административный центр Кимовского района. Образует одноимённое муниципальное образование город Кимовск со статусом городского поселения как единственный населённый пункт в его составе.
Распоряжением Правительства РФ от 08.08.2019 № 1762-р городское поселение город Кимовск отнесён к монопрофильным муниципальным образованиям Российской Федерации (моногорода).
Население — 26 475 чел. (2021).

## Этимология
Возник на центральной усадьбе посёлка Михайловка, который в 1948 году получил статус рабочего посёлка и был переименован по названию «колхоза КИМ» в Кимовск. Название колхоза было образовано от аббревиатуры КИМ — «Коммунистический интернационал молодежи», который как секция Коминтерна существовал с 1919 по 1943 годы, в 1952 году преобразован в город Кимовск.

## География
Город расположен на водоразделе Дона и Волги, в 77 км от Тулы (230 км от Москвы).
В состав муниципального образования город Кимовск входят бывшие шахтёрские поселки: Весенний, Шахтинский, Левобережный, Угольный, Новый (бывшей 5-й Гранковской), Зеркальный, Мирный и Ясный.

### Климат
Преобладает умеренно континентальный климат. Зимы холодные и долгие. Лето тёплое и короткое.
Среднегодовое количество осадков — 625 мм.

## История
Город расположен на территории бывшей деревни Михайловка, которая возникла предположительно в XVII веке (в 1777 году деревня Большая Михайловка впервые упоминается в источниках: она была показана на карте Епифанского уезда).
14 декабря 1874 года было открыто движение поездов по проходящему мимо Михайловки участку Ряжско-Вяземской железной дороги, на котором рядом с деревней была основана железнодорожная станция Епифань — по названию расположенного в 15 км к югу уездного города Епифань. Рядом с ней вырос пристанционный посёлок Михайловский.
29 ноября 1926 года в соответствии с постановлением Президиума ВЦИК в посёлок Михайловский при станции Епифань был перенесён из села Карачево административный центр Карачевского района Тульской губернии, а сам район был переименован в Михайловский.
В июне 1929 года по инициативе комсомольцев посёлка был организован колхоз, которому дали название «Имени 10-летия КИМ» (когда юбилейный год завершился, название было сокращено до: «колхоз КИМ»).
31 декабря 1930 года постановлением Президиума ВЦИК Михайловский район с центром в посёлке Михайловский при станции Епифань был переименован в Кимовский район (по аналогии с названием колхоза) — чтобы избежать путаницы с Михайловским районом с центром в г. Михайлов. В 1943 году близ посёлка Михайловский в селе Гранки была начата разработка крупного месторождения бурого угля Подмосковного угольного бассейна и заложена первая шахта. 23 июня 1948 года посёлок Михайловский при станции Епифань Кимовского района была отнесена к категории рабочих посёлков и получил название рабочий посёлок Кимовск. 31 марта 1952 года Указом Президиума Верховного Совета РСФСР рабочий посёлок Кимовск был преобразован в город районного подчинения.
28 февраля 1958 года по Указу Президиума Верховного Совета РСФСР Кимовск был отнесён к категории городов областного подчинения.
С 2006 года Кимовск образует городское поселение в составе Кимовского района.

## Население
| 1939    | 1944    | 1959    | 1967    | 1970    | 1979    | 1989    | 1992    | 1996    | 1998    | 2000    | 2001    |
| ------- | ------- | ------- | ------- | ------- | ------- | ------- | ------- | ------- | ------- | ------- | ------- |
| 1993    | ↗44 000 | ↘39 490 | ↗42 000 | ↗44 490 | ↘42 057 | ↘38 294 | ↘37 800 | ↘36 700 | ↘36 100 | ↘34 800 | ↘33 900 |
| 2002    | 2003    | 2005    | 2006    | 2007    | 2008    | 2010    | 2011    | 2012    | 2013    | 2014    | 2015    |
| ↘33 169 | ↗33 200 | ↘31 100 | ↘30 300 | ↘29 700 | ↘29 200 | ↘28 485 | ↗28 500 | ↘27 972 | ↘27 511 | ↘27 107 | ↘26 591 |
| 2016    | 2017    | 2018    | 2019    | 2020    | 2021    |         |         |         |         |         |         |
| ↘26 236 | ↘26 093 | ↘25 951 | ↘25 727 | ↘25 563 | ↗26 475 |         |         |         |         |         |         |

На 1 января 2025 года по численности населения город находился на 547-м месте из 1124 городов Российской Федерации.
Национальный состав
По итогам переписи населения 2020 года проживали следующие национальности (национальности менее 0,1 % и другое см. в сноске к строке «Другие»):
| Национальность | Численность, чел. | Доля     |
| -------------- | ----------------- | -------- |
| Русские        | 24 061            | 90,88 %  |
| Армяне         | 176               | 0,66 %   |
| Татары         | 165               | 0,62 %   |
| Узбеки         | 139               | 0,53 %   |
| Таджики        | 116               | 0,44 %   |
| Езиды          | 95                | 0,36 %   |
| Украинцы       | 94                | 0,36 %   |
| Азербайджанцы  | 66                | 0,25 %   |
| Другие         | 1563              | 5,90 %   |
| Итого          | 26 475            | 100,00 % |

## Герб
Герб утверждён решением Собрания депутатов муниципального образования город Кимовск Кимовского района от 28 сентября 2007 № 32-127 и внесён в Государственный геральдический регистр Российской Федерации под № 3601.
Символика герба
Голубь — символ мира и спокойствия, символизирует один из любимых местными жителями видов досуга — разведение голубей.
Название города — Кимовск — связано с Коммунистическим интернационалом молодёжи (КИМ), что отражено в гербе красным цветом, делая герб «полугласным».
Красный цвет — символ мужества, силы, труда, красоты и жизни.
Чёрная гора показывает холмистый рельеф местности и то, что развитие города в XX веке во многом связано с угледобычей. Когда в первый год войны был захвачен и выведен из строя Донбасс, ставку сделали на Мосбасс. С 1943 года началась активная угледобыча, вступил в строй Кимовский угольный разрез с обогатительной фабрикой.
Чёрный цвет в геральдике символизирует мудрость, скромность, честность и вечность бытия.
Золото — символ богатства, стабильности, уважения и жизненного тепла.
Серебро — символ чистоты, совершенства, мира и взаимопонимания.

## Экономика
В городе работают предприятия:
- АО «КРЭМЗ» (Кимовский радиоэлектромеханический завод)
- АО «КМК» (Кимовская машиностроительная компания)
- «КЗМ» (Кимовский завод металлоизделий)
- Кимовский молокозавод
- ЗАО «Кимовский хлебокомбинат»
- Швейная фабрика «ОМИЖ»
- Ликеро-водочный завод (ООО" Инвестпартнер", п. Пронь) и другие.

### Торговля
В городе работают магазины крупных российских сетей продовольственных и непродовольственных товаров: Пятёрочка, Магнит, Дикси, Верный, Светофор, Победа, FixPrice, Красное&Белое, DNS и др. Имеется несколько торговых центров, работает городской рынок.

### Жилищный фонд
В Кимовске имеется четкая диверсификация типов городской застройки. Центр города, построенный в соответствии с генеральным планом начала 1950-х годов, представлен кирпичной двух-трёхэтажной застройкой. На севере города расположен микрорайон позднесоветской среднеэтажной панельной застройки. Южную и восточную часть города занимает индивидуальная жилищная застройка. К Кимовску также относятся поселки, расположенные удаленно от основного городского массива. Эти поселки были расположены непосредственно при шахтах, поэтому в современное время, в условиях закрытых рудников, у них нет перспектив для дальнейшего развития. В некоторых поселках весь жилищный фонд находится в аварийном состоянии, и производится его расселение.

## Транспорт
Имеются одноимённая железнодорожная станция (на железнодорожной магистрали «Тула — Ряжск») и автостанция, с которой отправляются автобусы в Москву, Тулу, Новомосковск, Узловую и другие населённые пункты. Работают городские автобусные маршруты.

## Социальная и культурная сфера
В городе работают: Центральная районная больница (ГУЗ «Кимовская ЦРБ»), детская поликлиника, стоматологическая поликлиника, дневной стационар, центр восстановительной терапии, станция скорой помощи, центр социального обслуживания. В городе 6 средних общеобразовательных школ, 1 общеобразовательная гимназия, школа-интернат, политехнический колледж; имеется 11 детских дошкольных учреждений, детская школа искусств, 3 подростково-молодёжных клуба. Работают городской дом культуры (ДК) с 3D-кинозалом, межпоселенческая центральная районная библиотека, детская библиотека, городской историко-краеведческий музей им. В. А. Юдина. В городе 2 физкультурно-оздоровительных комплекса (ФОК), один из которых с плавательным бассейном. Издаётся 1 газета — «Районные будни».

## Достопримечательности

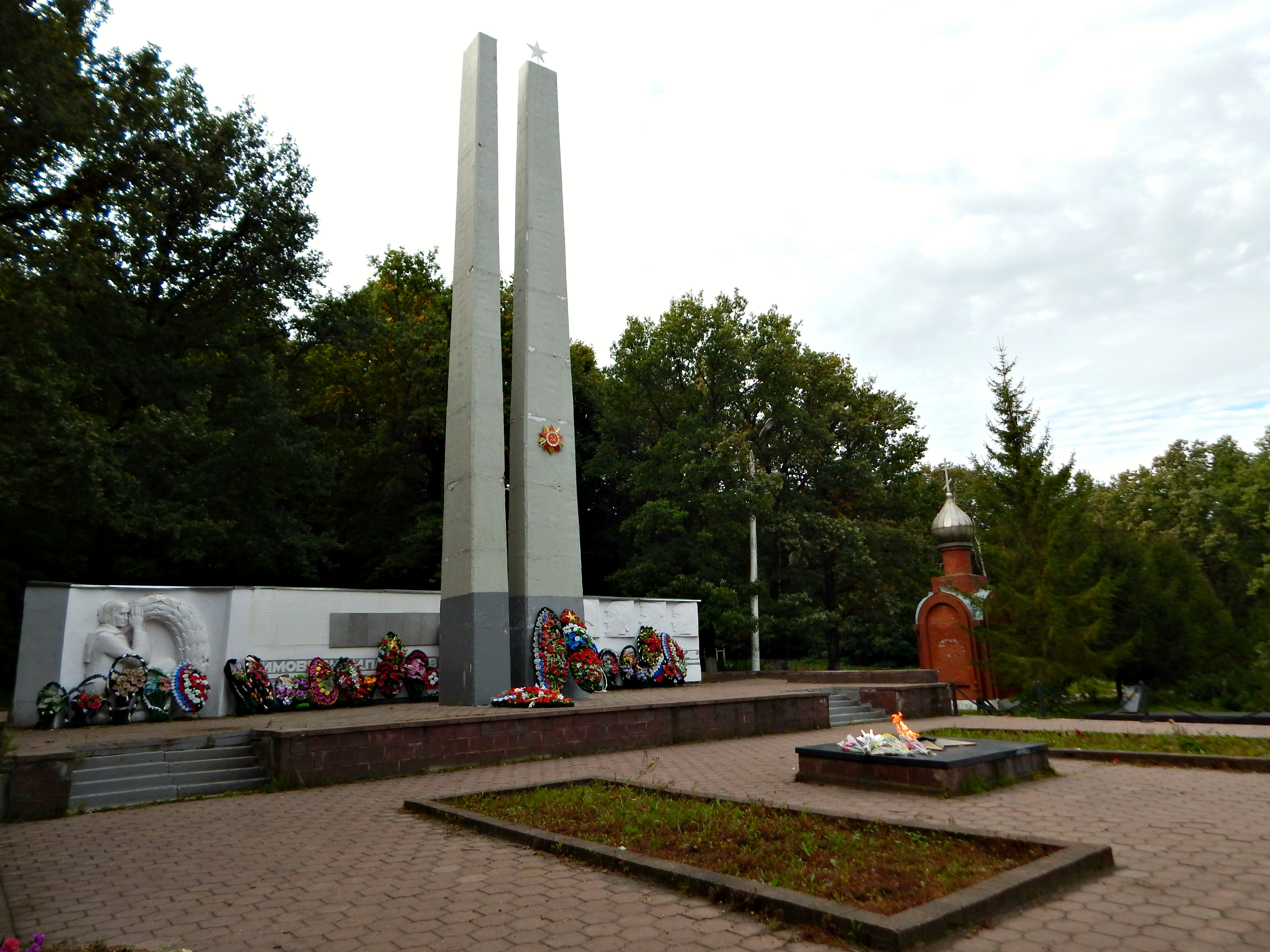
Мемориал павшим в Великой Отечественной войне в городе Кимовск

- Историко-краеведческий музей им. В. А. Юдина.
- Здание бывшей водонапорной башни, построенное в венецианском стиле и напоминающее Кампанилу собора Святого Марка в Венеции.
- Мемориальный комплекс воинам, павшим в Великой Отечественной войне на окраине Карачевского леса.
- Аллея почётных шахтёров
- Сквер Трудовой славы с памятником шахтёру.
- Мемориал ликвидаторам аварии на Чернобыльской АЭС.
- Музей 100-летия Октябрьской революции на железнодорожном вокзале с паровозом Эр 787-57 на «вечной стоянке».
- Храм в честь иконы Божией Матери «Утоли моя печали».

## Известные уроженцы
- Игорь Владимирович Зюзин — председатель совета директоров холдинга «Мечел» (в 2011 году по версии журнала Forbes был 16-м в списке богатейших бизнесменов России)
- Николай Викторович Кордюков — военный лётчик, гвардии подполковник, пилот группы «Русские витязи» (трагически погиб в авиакатастрофе в 1995 году)
- Роман Андреевич Юнусов — российский юморист и актёр, резидент Comedy Club.

11 уроженцев Кимовского района удостоены звания Герой Советского Союза, 5 — звания Герой Социалистического Труда.